# لیک مارسل-استیلواتر (واشینگتن)
لیک مارسل-استیلواتر (به انگلیسی: Lake Marcel-Stillwater) یک منطقهٔ مسکونی در ایالات متحده آمریکا است که در شهرستان کینگ، واشینگتن واقع شده‌است. لیک مارسل-استیلواتر ۳٫۵ کیلومتر مربع مساحت و ۱٬۲۷۷ نفر جمعیت دارد.